# Nilphamari Sadar
Nilphamari Sadar (en bengali : নীলফামারী সদর) est une upazila du Bangladesh dans le district de Nilphamari. En 1991, on y dénombrait 306 051 habitants.